# Bibhutibhushan Datta

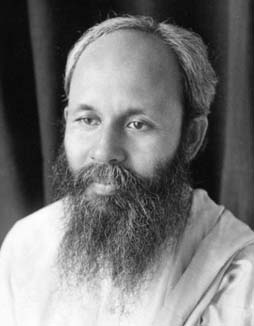
Bibhutibhushan Datta

Bibhutibhushan Datta (auch Bibhuti Bhusan Datta und als B. B. Datta zitiert; bengalisch বিভূতিভূষণ দত্ত Bibhūtibhūṣaṇ Datta; * 28. Juni 1888 in Kanungopara, Bengalen; † 6. Oktober 1958 in Pushkar, Rajasthan) war ein indischer Mathematikhistoriker.

## Leben
Datta stammte aus einer armen bengalischen Familie aus einem Dorf im ostbengalischen Distrikt Chittagong. Er war ein Schüler von Ganesh Prasad, studierte an der University of Calcutta mit dem Master-Abschluss in Mathematik 1914 und promovierte 1921 über Angewandte Mathematik, speziell Hydrodynamik. Er lehrte an der Calcutta University, wo er Lecturer am University Science College war und 1924 bis 1929 Rhashbehari Ghosh Professor für Angewandte Mathematik. Er schuf sich in den 1920er und 1930er Jahren einen Ruf als Autorität in indischer Mathematikgeschichte, er befasste sich aber auch mit indischer Philosophie und Religion. 1929 zog er sich von der seiner Professur zurück und verließ 1933 ganz die Universität und wurde 1938 Sannyasin unter dem Namen Swami Bidyaranya.
Seine Geschichte der indischen Mathematik mit Avadhesh Narayan Singh (1901–1954) aus den 1930er Jahren wurde zum Standardwerk. Allerdings erschienen nur die ersten beiden Bände, da Datta sich in den 1930er Jahren zurückzog und Singh, der die Abteilung Hindu-Mathematik an der University of Lucknow gründete, mit administrativen Aufgaben überlastet war. Er schrieb auch eine Monographie über die Sulbasutras. Er veröffentlichte rund 50 Forschungsaufsätze.
Er war schon vor seiner Zeit als Sannyasin an materiellen Dingen nicht interessiert und heiratete nie.

## Schriften
- mit Avadhesh Narayan Singh: History of indian mathematics. A source book, 2 Bände, Lahore (Motilal Banarsidass) 1935 (online bei archive.org), 1938, Reprint Asia Publishing House 1962 in einem Band
  - Band 3 wurde von Kripa Shankar Shukla herausgegeben in mehreren Aufsätzen im Indian J. History Science (Band 5, 1980 bis Band 28, 1993),  Indian Geometry, Indian Journal of the History of Science, Band 15, 1980, S. 21–187, Indian Trigonometry, Indian Journal of the History of Science, Band 18, 1983, S. 39–108
- Ancient Hindu geometry. The science of the Sulba, University of Calcutta, Kalkutta 1932, Reprint Calcutta 1991,  New Delhi, Cosmo Publ. 1993
- Origin of the history of Hindu names in geometry, Quellen und Studien zur Geschichte der Mathematik, Band 1, Heft 2, 1929 (Otto Neugebauer u. a. Hrsg.)
- Geometry in the Jaina cosmography, Quellen und Studien zur Geschichte der Mathematik, Band 1, Heft 3, 1930
- Hindu Contribution to mathematics, Bulletin of the Allahabad University Mathematical Association, Band 1, 1927, S. 49–73, Band 2, 1929, 1–36